# Suicide (альбом)
Suicide — дебютний альбом нью-йоркського дуету Suicide, що вийшов 1977 року.

## Композиції

### LP (Red Star RS 1)
Перша сторона
1. «Ghost Rider» — 2:34
2. «Rocket U.S.A.» — 4:16
3. «Cheree» — 3:42
4. «Johnny» — 2:11
5. «Girl» — 4:05

Друга сторона
1. «Frankie Teardrop» — 10:26
2. «Che» — 4:53

## Над альбомом працювали
- Елан Віґа — вокал
- Мартин Рев — синтезатор
- Ґрейґ Ліон — продюсер
- Мартин Тау — продюсер
- Тімоті Джексон — художник обкладинки